# Giro di Puglia 1992
Il Giro di Puglia 1992, ventunesima edizione della corsa, si svolse dal 21 al 25 giugno 1992 su un percorso totale di 899 km, ripartiti su 5 tappe. La vittoria fu appannaggio del francese Dominique Arnould, che completò il percorso in 23h54'48", precedendo i connazionali Gérard Rué e Christophe Manin.

## Tappe
| Tappa  | Data      | Percorso                         | km  | Vincitore di tappa | Leader cl. generale |
| ------ | --------- | -------------------------------- | --- | ------------------ | ------------------- |
| 1ª     | 21 giugno | Barletta > San Paolo di Civitate | 183 | Mario Cipollini    | Mario Cipollini     |
| 2ª     | 22 giugno | Lucera > Monte Sambuco           | 179 | Dominique Arnould  | Dominique Arnould   |
| 3ª     | 23 giugno | Cerignola > Crispiano            | 187 | Mario Cipollini    | Dominique Arnould   |
| 4ª     | 24 giugno | Mottola > Locorotondo            | 180 | Massimiliano Lelli | Dominique Arnould   |
| 5ª     | 25 giugno | Monteiasi > Martina Franca       | 179 | Stefano Zanini     | Dominique Arnould   |
| Totale | Totale    | Totale                           | 899 |                    |                     |

## Dettagli delle tappe

### 1ª tappa
- 21 giugno: Barletta > San Paolo di Civitate – 183 km

Risultati
| Pos. | Corridore         | Squadra    | Tempo    |
| ---- | ----------------- | ---------- | -------- |
| 1    | Mario Cipollini   | GB-MG Boys | 5h15'15" |
| 2    | Giuseppe Citterio | ZG Mobili  | s.t.     |
| 3    | Adriano Baffi     | Ariostea   | s.t.     |

| Pos. | Corridore       | Squadra    | Tempo |
| ---- | --------------- | ---------- | ----- |
| 1    | Mario Cipollini | GB-MG Boys | ?     |

### 2ª tappa
- 22 giugno: Lucera > Monte Sambuco – 198 km

Risultati
| Pos. | Corridore         | Squadra   | Tempo    |
| ---- | ----------------- | --------- | -------- |
| 1    | Dominique Arnould | Castorama | 4h29'57" |
| 2    | Gérard Rué        | Castorama | a 59"    |
| 3    | Christophe Manin  | R.M.O.    | a 1'26"  |

| Pos. | Corridore         | Squadra   | Tempo |
| ---- | ----------------- | --------- | ----- |
| 1    | Dominique Arnould | Castorama | ?     |

### 3ª tappa
- 23 giugno: Cerignola > Crispiano – 187 km

Risultati
| Pos. | Corridore          | Squadra       | Tempo    |
| ---- | ------------------ | ------------- | -------- |
| 1    | Mario Cipollini    | GB-MG Boys    | 4h41'12" |
| 2    | Adrie van der Poel | Tulip         | s.t.     |
| 3    | Silvio Martinello  | Mercatone Uno | s.t.     |

| Pos. | Corridore         | Squadra   | Tempo |
| ---- | ----------------- | --------- | ----- |
| 1    | Dominique Arnould | Castorama | ?     |

### 4ª tappa
- 24 giugno: Mottola > Locorotondo – 180 km

Risultati
| Pos. | Corridore          | Squadra      | Tempo    |
| ---- | ------------------ | ------------ | -------- |
| 1    | Massimiliano Lelli | Ariostea     | 4h37'04" |
| 2    | Fabiano Fontanelli | Italbonifica | s.t.     |
| 3    | Adrie van der Poel | Tulip        | s.t.     |

| Pos. | Corridore         | Squadra   | Tempo |
| ---- | ----------------- | --------- | ----- |
| 1    | Dominique Arnould | Castorama | ?     |

### 5ª tappa
- 25 giugno: Monteiasi > Martina Franca – 179 km

Risultati
| Pos. | Corridore      | Squadra      | Tempo    |
| ---- | -------------- | ------------ | -------- |
| 1    | Stefano Zanini | Italbonifica | 4h44'32" |
| 2    | Herman Frison  | Tulip        | s.t.     |
| 3    | Frankie Andreu | Motorola     | s.t.     |

## Classifiche finali

### Classifica generale
| Pos. | Corridore          | Squadra                          | Tempo     |
| ---- | ------------------ | -------------------------------- | --------- |
| 1    | Dominique Arnould  | Castorama                        | 23h52'48" |
| 2    | Gérard Rué         | Castorama                        | a 1'23"   |
| 3    | Massimo Ghirotto   | R.M.O.                           | a 1'31"   |
| 4    | Raimondo Vairetti  | Italbonifica-Navigare            | a 2'08"   |
| 5    | Flavio Giupponi    | Mercatone Uno-Zucchini-Medeghini | a 2'21"   |
| 6    | Luc Roosen         | Tulip Computers                  | ?         |
| 7    | Fabiano Fontanelli | Italbonifica-Navigare            | ?         |
| 8    | Gianluca Bortolami | Lampre-Colnago-Animex            | ?         |
| 9    | Paolo Botarelli    | Jolly Componibili-Club 88        | ?         |
| 10   | Norman Alvis       | Motorola Cycling Team            | ?         |